# スマッシュ・イット・アップ
「スマッシュ・イット・アップ」（Smash It Up）は、ダムドが1979年に発表した楽曲。シングルとして発表され、スタジオ・アルバム『マシンガン・エチケット』にも収録された。

## 解説
アルバム『マシンガン・エチケット』では、シングル・ヴァージョンは「スマッシュ・イット・アップ（パート2）」として収録され、同アルバムには「スマッシュ・イット・アップ（パート1）」も収録された。また、2004年に発表された『マシンガン・エチケット』のスペシャル・エディション盤には、それまで未発表となっていた「スマッシュ・イット・アップ（パート4）」も収録された。
カップリング曲の「バーグラー」はスタジオ・アルバム未収録曲だったが、2004年に発売された『マシンガン・エチケット』のスペシャル・エディション盤にボーナス・トラックとして追加収録された。
2006年にはコンピュータゲーム『DRIVER PARALLEL LINES』で「スマッシュ・イット・アップ」のパート1とパート2が使用された。

## カヴァー
- ザ・ポウジーズ - ダムドのトリビュート・アルバム『Another Damned Seattle Compilation - A Northwest Tribute To The Damned』（1991年）に提供[4]。
- オフスプリング - 映画『バットマン フォーエヴァー』（1995年公開）のサウンドトラックに提供[5]。オフスプリングによるヴァージョンは、『ビルボード』誌のモダン・ロック・チャートで16位に達した[6]。